# بخش اورنگ‌آباد (بیهار)
بخش اورنگ‌آباد (به انگلیسی: Aurangabad district) یک منطقهٔ مسکونی در هند است که در Magadh division واقع شده‌است. بخش اورنگ‌آباد ۳٬۳۰۵ کیلومتر مربع مساحت و ۲٬۵۴۰٬۰۷۳ نفر جمعیت دارد.